# 마리 브라사드

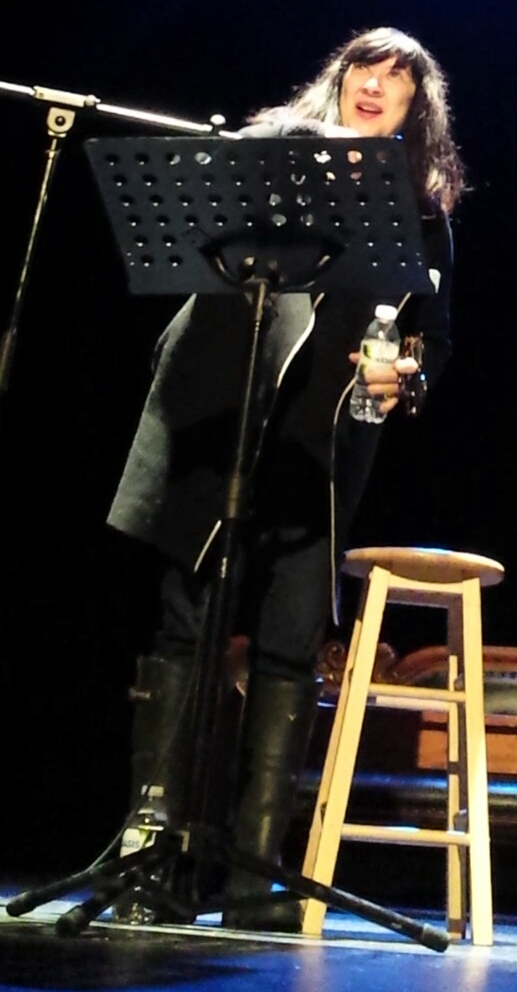

마리 브라사드(Marie Brassard, 1959년 1월 1일 ~ )는 캐나다의 배우, 극작가, 작가, 감독이다.

## 영화
- 더 추즌 원즈 (2017년) - 가정교사 역
- 사발리 (2015년)
- 금지된 방 (2015년)
- 로베르타 (2014년)
- 코르보 (2014년)
- 위드인 앤 위드아웃 (2013년)
- 라 우 제 스위 (2012년)
- Esimesac (2012년)
- 여인의 탄생 (2010년)
- 바이탈 사인 (2009년)
- 히트 웨이브 (2009년)
- 카데바 (2009년)
- 바빈 (2008년)
- 컨티넨털 (2007년)
- 콩고라마 (2006년)
- 패스트 퍼펙트 (2002년)
- 더 클레임 (2000년)